# Przeznaczenie (film 1983)
Przeznaczenie – polski film biograficzny z 1983 roku w reżyserii Jacka Koprowicza, poświęcony Kazimierzowi Przerwie-Tetmajerowi.

## Obsada
- Mariusz Benoit – Kazimierz Przerwa-Tetmajer
- Michał Bajor – Kazimierz Tetmajer, syn Kazimierza Przerwy-Tetmajera
- Anna Dymna – Hanna P.
- Katarzyna Figura – Laura Radziewicz
- Elżbieta Karkoszka – Marta, guwernantka Laury
- Dorota Kwiatkowska – Zofia Smolarska
- Grażyna Trela-Stawska – Maria Zając, matka Kazimierza Tetmajera syna
- Marzena Trybała – Ewa
- Zygmunt Hübner – prezes Kozikowski
- Władysław Kowalski – doktor Kruszyński
- Jerzy Stuhr – naczelny
- Jerzy Trela – Tężel
- Edward Rączkowski – recepcjonista
- Bogusław Sochnacki – aktor Kotarbiński
- Andrzej Szalawski – aktor Stępowski
- Ewa Frąckiewicz – sekretarka prezesa Kozikowskiego
- Andrzej Gazdeczka – Włodzimierz Radziewicz, ojciec Laury